# Naša misao
Naša misao bio je mjesečnik koji su izdavali hrvatsko-slovenski franjevci s uredništvom u Sarajevu. Izlazio je od 1914. do 1919. godine.
Nastavak je glasila hrvatskih franjevaca Serafinski perivoj koji je izlazio od 1902. do 1913. godine. Urednik lista 1916. godine bio je fra Augustin Čičić.

### Članci
- Krešić, Milenko. 2016. Odjek promjene na Habsburškom prijestolju 1916. u hrvatskom i katoličkom bosanskohercegovačkom tisku. Prigodom 100. obljetnice smrti cara i kralja Franje Josipa I. i stupanja na prijestolje Karla I. (IV.). Vrhbosnensia. Univerzitet u Sarajevu – Katolički bogoslovni fakultet. Sarajevo. 20 (2): 413–427